# Coomanister scolyti
Coomanister scolyti är en skalbaggsart som beskrevs av Miłosz A. Mazur 2007. Coomanister scolyti ingår i släktet Coomanister och familjen stumpbaggar. Inga underarter finns listade i Catalogue of Life.